# Луций Папирий Мугилан (цензор 389 пр.н.е.)
Вижте пояснителната страница за други значения на Луций Папирий Мугилан.
Луций Папирий Мугилан (на латински: Lucius Papirius Mugillanus) e политик на Римската република от началото на 4 век пр.н.е. Произлиза от благородническата фамилия Папирии, клон Мугилан.
През 389 пр.н.е. той е цензор заедно с Марк Фурий Фуз. Консулски военни трибуни тази година са Луций Валерий Попликола, Луций Вергиний Трикост Есквилин, Публий Корнелий, Авъл Манлий Капитолин, Луций Емилий Мамерцин и Луций Постумий Албин Региленсис.